# Heinrich-Heine-Gymnasium (Dortmund)
Das Heinrich-Heine-Gymnasium (HHG) ist eine weiterführende Schule in Nette. Es liegt zusammen mit der Albert-Schweitzer-Realschule im Schulzentrum Nette. 82 Lehrer unterrichten hier 877 Schüler. Der Schwerpunkt des Gymnasiums wird als neusprachlich und mathematisch-naturwissenschaftlich angegeben. Am 8. Juli 2011 wurde die Schule eine Schule ohne Rassismus – Schule mit Courage. Seit 2012 trägt das HHG die Auszeichnung MINT-freundliche Schule. 2020 wurde dem Gymnasium als erste Schule Dortmunds das Siegel „Digitale Schule“ verliehen.

## Geschichte
Die Errichtung eines neuen Gymnasiums in Nette wurde am 29. Februar 1972 vom Rat der Stadt Dortmund beschlossen. Bereits zum neuen Schuljahr im August 1972 nahm das Heinrich-Heine-Gymnasium seinen Lehrbetrieb auf. Als Schulgebäude diente vorläufig ein Pavillon der neu erbauten Albert-Schweitzer-Realschule. Zusammen mit dem Hauptgebäude wurde auch eine Dreifachturnhalle erbaut. Das Richtfest war am 19. Mai 1976. Im Schuljahr 1976/77 erfolgte der Umzug in das neue Hauptgebäude und ab 1979 konnte auch das Oberstufengebäude bezogen werden.
2013 zog das Heinrich-Heine-Gymnasium in das ehemalige Gebäude der Hauptschule Nette. Den dazugewonnenen Platz nutzte man, um das Pädagogische Zentrum (PZ) sowie das Hauptgebäude zu renovieren. Die Renovierung des restlichen Gebäudes steht noch aus. Direkt nach der Renovierung des PZ und des Hauptgebäudes kam es auf Grund eines defekten Eckventils einer Toilette im 3. Obergeschoss zu einem schweren Wasserschaden. Mittlerweile ist der Schaden behoben und der Unterricht kann wie gewohnt fortgesetzt werden. Aufgrund dessen gab es bis zum Sommer 2019 eine Fassadenrenovierung Richtung Schulhof. Diese ist mittlerweile abgeschlossen.
Im Sommer 2023 wurde ein neu gebautes Unterstufengebäude fertiggestellt.

## Schulprogramm
- Als Fremdsprachen werden Englisch, Französisch und Latein ab Klasse 6 und Spanisch ab der EF angeboten. Ergänzt wird dieses Angebot durch einen bilingualen Zweig, welcher ab der 7. Klasse mit gesellschaftswissenschaftlichem Schwerpunkt vertieft wird.
- In der Oberstufe können folgende Fächer als Leistungskurse gewählt werden: Deutsch, Mathematik, Englisch, Geschichte, Erdkunde, Pädagogik, Biologie, Chemie, Physik oder Sport
- Es existieren verschiedene Betreuungsangebote, wie z. B. die Hausaufgabenbetreuung oder die Selbstlernbetreuung. Auch werden Arbeitsgemeinschaften in den Bereichen Sport, Musik, Theater, Tanzen, Informatik, Naturwissenschaften und Verkehrserziehung angeboten. Im Rahmen der Verkehrserziehung wird es den Schülern der 9. Klassen in der Mofa AG ermöglicht, die Mofaprüfbescheinigung zu erlangen.

### Fördermaßnahmen
Die Schule betreibt verschiedene Fördermaßnahmen, darunter:
- Förderung der Selbstlernkompetenz in Jg. 5
- Förderkonzept: Methodentraining (Sekundarstufe I)
- Förderkonzept für Seiteneinsteiger
- Förderung für Schüler mit Leistungsdefiziten
- Förderung von leistungsbereiten Schülern (Enrichmentprojekte)
- Leseförderung
- Lernpatensystem (für ausgewählte Schüler)
- Lerncoaching

### Wettbewerbe
Schüler der Schule nahmen und nehmen am Englisch-Wettbewerb „Big Challenge“, an der Mathematik-Olympiade (Teilnahme 2006 unter den letzten 13 beim Bundeswettbewerb in München) und dem Känguru – Mathematik-Wettbewerb, Heureka-Wettbewerb (Bundessieger in der Einzelwertung 2012) sowie an Jugend forscht teil. Das Heinrich-Heine-Gymnasium belegte beim europäischen Schüler-Filmwettbewerb 2005 den dritten Platz. Die 9. Klasse erreichte 2006 einen ersten und dritten Platz beim Wettbewerb „EURopäischE VISION“. Zudem nahm die LEGO-Roboter AG 2019 an der WRO in Ungarn teil und belegte die Plätze 21 und 52.

### Medien
Die Schule verfügt über zwei Computerräume und eine Schüler-Lehrerbibliothek. Am Heinrich-Heine-Gymnasium hat sich die Schulkonferenz für die Ausstattung mit Tablets entschieden. Ab der Klasse 7 werden die Geräte für die gesamte Jahrgangsstufe angeschafft. Im November 2020 waren der gesamte 9. Jahrgang sowie der gesamte Jahrgang der EF und große Teile der Klassen 7 bis 8 mit iPads ausgestattet.

## Partnerschaften
Das HHG pflegt Partnerschaften zu unterschiedlichen Schulen innerhalb und außerhalb Europas. Dazu gehören unter anderem folgende Schulen und Städte:
- Rysensteen Gymnasium in Kopenhagen (Dänemark) seit 1988[4]
- Netanja (Israel) seit 1983
- Amiens (Frankreich)
- Toruń (Polen)